# Gare de Pontcharra-sur-Bréda - Allevard
Gare de Pontcharra-sur-Bréda - Allevard vasútállomás Franciaországban, Pontcharra településen.

## Vasútvonalak
Az állomást az alábbi vasútvonalak érintik:
- Grenoble–Montmélian-vasútvonal

## Kapcsolódó állomások
A vasútállomáshoz az alábbi állomások vannak a legközelebb:
- Gare de Montmélian
- Le Cheylas - La Buissière railway station
- Gare de Goncelin